# Jägertruppe (Bundeswehr)

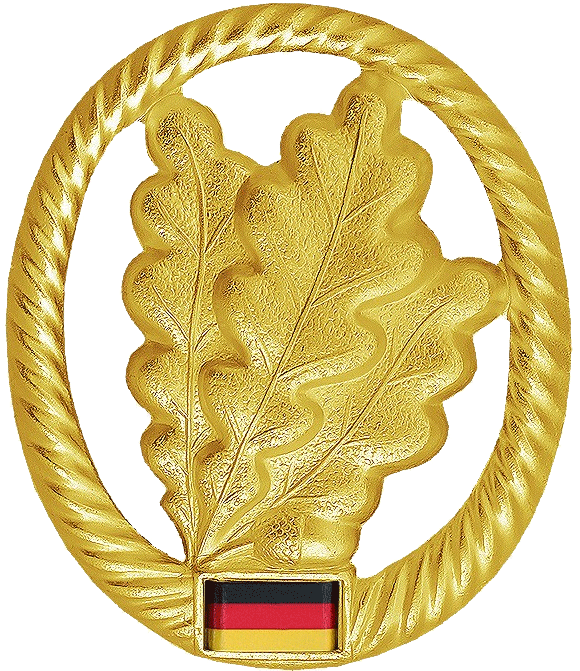
Barettabzeichen der Jägertruppe

Die Jägertruppe ist eine Truppengattung des Heeres. Sie bildet gemeinsam mit den Fallschirmjägern und den Gebirgsjägern den Truppengattungsverbund Infanterie, der mit der Panzertruppe, der Panzergrenadiertruppe und den Spezialkräften zu den Kampftruppen zählt. Auftrag der Jägertruppe ist der Kampf gegen Infanterie im Mittelgebirge, in Wäldern und bebauten Gefechtsräumen.

## Auftrag und Fähigkeitsprofil
Die Jägertruppe der Bundeswehr wurde als leichte, motorisierte Infanterie zum Kampf in für Kampfpanzer ungünstigem Gelände und zum Schutz rückwärtiger Räume konzipiert.
Die Truppe wird meist durch ungepanzerte oder nur leicht gepanzerte, teils schwimmfähige Fahrzeuge in den Einsatzraum verbracht. Durch ihre leichte Ausrüstung kann die Jägertruppe wie die Gebirgsjägertruppe durch Transporthubschrauber oder andere Luftfahrzeuge luftbeweglich gemacht und angelandet werden, um an Schwerpunkten überraschend zum Einsatz zu kommen. Durch Zulauf des GTK Boxer wurde die Beweglichkeit und Schutz zu Land erhöht, gleichzeitig aber die Luftbeweglichkeit der Jägertruppe reduziert, da dieser nur mit Transportflugzeugen lufttransportfähig und die Ausrüstung der Truppe auf diesen abgestimmt ist.
Im Einsatzraum bekämpft die Jägertruppe zu Fuß vorrangig mit leichten Waffen, wie die Gebirgsjäger- und Fallschirmjägertruppe, feindliche Infanterie. Der Einsatzraum ist unwegsames, bedecktes und/oder durchschnittenes oder bebautes Gelände. Im bebauten Gelände kämpfen Jäger im Orts- und Häuserkampf, in bedecktem im Waldkampf.
Zur Bekämpfung von Panzern bildet die Jägertruppe mit Panzerabwehrhandwaffen ausgerüstete Panzervernichtungstrupps. Zur Panzerabwehr ist die Jägertruppe mit auf Wieseln beweglich gemachten Panzerabwehrlenkraketensystemen der schweren Jägerkompanien bedingt befähigt. Feuerunterstützung leisten mit auf Wiesel beweglich gemachte Maschinenkanonen sowie die auf dem Radfahrzeug Wolf verlasteten Mörser.
Aufgesessen sind Jäger durch den Transportpanzer (TPz) Fuchs und den GTK Boxer bedingt gegen den Beschuss mit leichten Waffen und ABC-Waffen geschützt. Abgesessen sind Jäger nur durch die persönliche Ausrüstung gegen ABC-Waffen, gegen Artilleriefeuer nur in Feldstellungen geschützt. Durch die Ausstattung mit TPz und GTK nähert sich die Jägertruppe dem Kampf der Panzertruppen an und übernimmt Gefechtsaufträge für diese in Teilgefechtsräumen, die für diese ungünstig sind wie einzelne Ortschaften und in Waldgebieten als Grenadierkräfte. Dies zeigt sich grundsätzlich auch durch die Unterstellung unter mechanisierte Brigaden.
Die deutsche Infanterie ist bedingt zur Operation verbundener Kräfte befähigt und erhält dazu bei Bedarf Unterstützung durch die Panzertruppen und Artillerie gegen mechanisierte Truppen und feindliche Infanterie. Diese unterstützen die Jägertruppe durch den Kampf gegen feindliche Panzerfahrzeuge, die Schützenpanzer gegen feindliche Infanterie mit der Bordmaschinenkanone.
Ein Zusammenwirken mit anderen Kampftruppen durch vernetzte Gefechtsführung und eine Steigerung des Gefechtswerts wird durch das System Infanterist der Zukunft erreicht. Dieses zwingt die Jägertruppe jedoch durch sein Eigengewicht andere, insbesondere für die längere Durchhaltefähigkeit notwendige Ausrüstung wie die Feld- und Biwakausrüstung, auf den Gefechtsfahrzeugen zurückzulassen und bindet die Truppe an diese. Die Koordination mit der Artillerie im Rahmen der streitkräftegemeinsamen Taktische Feuerunterstützung (STF) erfolgt durch die Joint Fire Support Team (JFST) der schweren Kompanien.
Infanterie führt das Gefecht in der Verteidigung aus und im Angriff auf feindliche Feldstellungen, besonders im Waldkampf sowie im Orts- und Häuserkampf in urbanen Räumen. Die Operationsart Angriff führt die Jägertruppe im für sie günstigem Gelände im Stoßtruppverfahren. Zur Operationsart Verzögerung, um Angriffe feindlicher mechanisierter Truppen zu verlangsamen und zu kanalisieren, ist Infanterie nicht befähigt, da ihre Stellungen auch im für sie günstigen Gelände von feindlichen mechanisierten Kräften meist umgangen werden können und sie abgeschnitten wird.
Jäger sind für den Jagdkampf im eigenen rückwärtigen Raum gegen schwache durchgebrochene oder luftgelandete Truppen, militärische Spezialeinheiten oder zivile irreguläre Kräfte befähigt.
In den Auslandseinsätzen werden Jäger häufig im Spähtrupp oder Patrouille zu Fuß oder mit geschützten Radfahrzeugen, zur Sicherung von Marschwegen und aufgesessen als Begleitschutz von Konvois sowie bedingt zum Jagdkampf im feinddurchsetzten Raum eingesetzt.
Im Gegensatz zu Jägern sichern Sicherungsverbände im rückwärtigen Raum nur ortsfeste Objekte und besondere Führungsmittel wie Stäbe. Diese sind nicht zum infanteristischen Kampf befähigt, da diesen organisch schwere Waffen fehlen und sie nicht vollumfänglich für den infanteristischen Kampf ausgebildet sind. Die Sicherung von besonderen Einsatzmitteln der Artillerie erfolgt durch Sicherungsbatterien.

## Geschichte

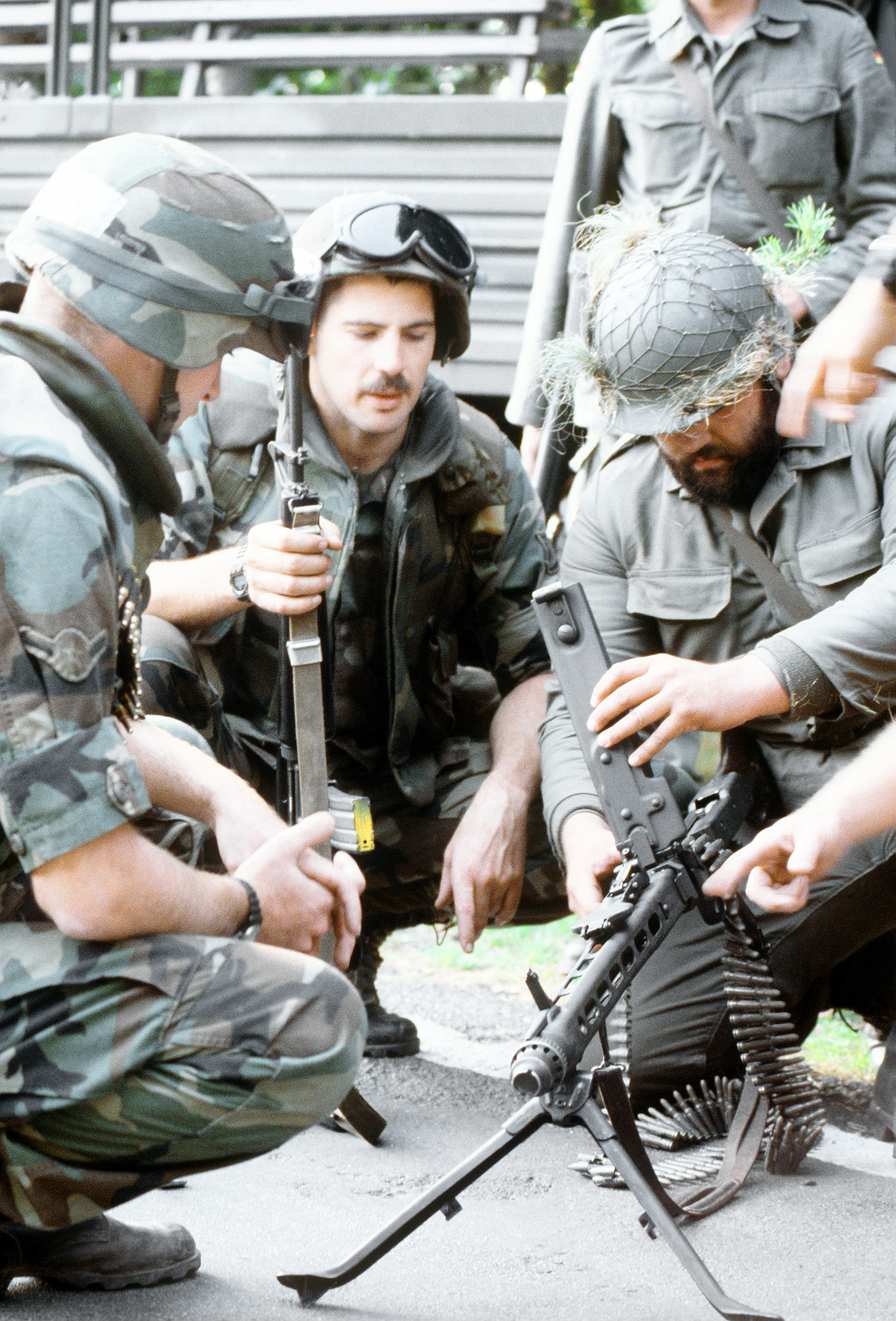
Reservisten des Jägerbataillons 942 (rechts) bei einer Übung mit amerikanischen GIs im Jahr 1988

In der Bundeswehr sollte, nach den Erfahrungen des Zweiten Weltkriegs insbesondere bei der Operation Bagration, das Gefecht beweglich mit überwiegend mechanisierten, also gepanzerten, Verbänden geführt werden. Die Aufgaben der die eigenen Panzer begleitenden Infanterie wurde von den Panzergrenadieren als mechanisierte Infanterie übernommen.
Die Jägertruppe wurde daher für den abgesessenen Kampf in ungünstigem Schwerpunktgelände als motorisierte Infanterie aufgestellt. Im Feldheer im Gegensatz zu den Panzergrenadieren jedoch nur vereinzelt dort, wo das Gelände für die Panzertruppen besonders ungünstig war oder wo sich eine Mechanisierung wegen des Fehlens entsprechender Waffensysteme verzögerte.
Jede der Felddivisionen verfügte über zwei nicht aktive Divisions-Jägerbataillone, die in infanteristischen Schwerpunkten eingesetzt werden sollten. Ausnahme davon war die 6. Panzergrenadierdivision Schleswig-Holstein, deren Jägerbataillone aktiv und teilaktiv waren. Diese waren jedoch mit Transportpanzern M113 ausgestattet und glichen daher mehr den Panzergrenadierkompanien (MTW) der Panzergrenadierbataillone.
Nur zwischen den Jahren 1970 und 1981 in der Heeresstruktur III wurden im Feldheer mit der 2. und 4. Jägerdivision zwei Jäger-Großverbände im damals noch für die bewegliche Gefechtsführung ungünstigeren Gelände in Südniedersachsen und Nordhessen sowie in Bayern und Franken aufgestellt, deren jeweils weitere Großverbandkomponente Panzerbataillone waren. Deren ehemalige Jägerbataillone, die nachmalig wieder zu Panzergrenadierbataillonen umgerüstet wurden, sind am Eichenlaub in den Bataillonsabzeichen, den internen Verbandsabzeichen, zu erkennen.
Im Territorialheer zählten Jägerbataillone zu den häufigsten Verbänden und waren meist nicht aktiv. Auftrag der Jäger im Territorialheer war der Schutz rückwärtiger Gebiete und der Korpsversorgungsräume gegen durchgebrochene oder luftangelandete Truppen. Dazu verfügten die Heimatschutzbrigaden auch über veraltete Kampfpanzer M48 und Kanonenjagdpanzer, die beide als Panzerjäger eingesetzt wurden. Zum Auftrag gehörte bei der Heimatschutztruppe des Territorialheeres, – die nicht mit den Heimatschutzbataillonen zu verwechseln ist – und sich in der Masse aus Jägerbataillonen zusammensetzte, der Kampf gegen verdeckt operierende Kräfte.
Zwar wurden auch die Verbände der Heimatschutztruppe mit den Heimatschutzbataillonen und Sicherungsbataillonen zur Jägertruppe gezählt, diese waren jedoch im Gegensatz zur Jägertruppe durch das Fehlen schwerer Infanteriewaffen nicht zum Infanteriekampf befähigt. Die in den Wehrbereichen der Streitkräftebasis bestehenden nichtaktiven Heimatschutzbataillone wurden bis 2007 aufgelöst.
Nach der Wiedervereinigung wurde im Feldheer die Jägerbrigade 37 Freistaat Sachsen mit je einem Jäger-, Gebirgsjäger- und Fallschirmjägerbataillon neu aufgestellt. Bei der Umgliederung der Brigade in eine Panzergrenadierbrigade im Jahr 2007 wurde das unterstellte Jägerbataillon 371 zum Panzergrenadierbataillon 371.
Damit wurde die bis auf das neuaufgestellte luftbewegliche Jägerregiment 1 und das Jägerbataillon der Deutsch-Französischen Brigade die Jägertruppe aufgelöst.
Das dem Ansatz der Luftkavallerie folgende Jägerregiment stellte eine neue Ausrichtung der Truppengattung dar. Es wurde als luftbewegliches Regiment aufgestellt, das durch Hubschrauber in den Einsatzraum verbracht und dort durch Unterstützungshubschrauber unterstützt wird und den Kampf in und um Schlüsselgelände führt. Das Regiment führte dazu jeweils in Kompaniestärke eigene Pioniere und Flugabwehrkräfte.
Mit der Transformation der Bundeswehr erlebten die leichten und beweglichen Jägerverbände eine Renaissance. Im Jahr 2010 wurde das Jägerbataillon 291 der deutsch-französischen Brigade neu aufgestellt und als erster Kampfverband der Bundeswehr in Frankreich stationiert. Im Jahr 2011 wurde mit dem Sicherungsbataillon 12 erstmals seit den 1990er Jahren wieder ein Sicherungsbataillon ausgeplant.
Die Bedeutung der Infanterie in den Auslandseinsätzen ist im Vergleich zur Bedeutung im Kalten Krieg gewachsen, da auf schwer gepanzerte Fahrzeuge entweder bewusst verzichtet werden soll oder die Einsatzräume und die Feindlage für deren Einsatz ungünstig sind. Erstens setzen deren Gewicht und Größe die Mobilität in Ländern mit schlechter Infrastruktur und stark gegliedertem Gelände deutlich herab und zweitens verfügen feindliche zumeist irreguläre Kräfte nur selten über mechanisierte Fahrzeuge zu deren Bekämpfung eigene Kampfpanzer nötig wären. Gleichzeitig sind der Aufwand für die Verbringung ins Einsatzland, die dortige Instandsetzung und die Nachschublogistik insbesondere mit Kraftstoff hoch.
Im Zuge der Neuausrichtung der Bundeswehr und der Einnahme der Struktur HEER2011 gliederte das Jägerregiment 1 in das Jägerbataillon 1 mit drei Jägerkompanien mit GTK Boxer und eine schwere Jägerkompanie um und wurde der Panzerbrigade 21 der 1. Panzerdivision unterstellt. Das Konzept der luftmechanisierten Brigade, deren Infanterieelement das Jägerregiment 1 war, wurde nicht fortgeführt. Das der Panzergrenadierbrigade 41 unterstellte Panzerbataillon 413 wurde zum Jägerbataillon 413 umgegliedert. In Rotenburg (Wümme) wurde das Jägerbataillon 91 neu aufgestellt und der Panzerlehrbrigade 9 unterstellt. Damit enthalten die mechanisierten Großverbände der Bundeswehr Teile für den asymmetrischen Einsatz, um die mechanisierten Verbände von einer Einsatzoption zu entbinden, für die sie nur bedingt befähigt sind.
Das Jägerbataillon 291 mit zwei Jägerkompanien und das Jägerbataillon 292 mit drei Jägerkompanien der Deutsch-Französische Brigade wurden beibehalten. In Schwarzenborn wurde das Jägerbataillon 921 als nichtaktiver Truppenteil neu ausgeplant. Alle Jägerbataillone, außer dem Jägerbataillon 291, verfügen mit je einer schweren Jägerkompanie über eigene Feuerunterstützung.

### Aktuelle Gliederung
Die Bundeswehr umfasst fünf aktive Jägerbataillone mit 14 Jägerkompanien und 4 schweren Jägerkompanien, die in der Masse der 1. Panzerdivision unterstellt sind.
Der 10. Panzerdivision sind neben den zwei Jägerbataillonen der DF-Brigade dafür die Gebirgsjägerbrigade 23 mit 9 Gebirgsjägerkompanien und 3 schwere Jägerkompanien als eigenständige Infanteriebrigade unterstellt.
Die mit gepanzerten Radtransportpanzern beweglich gemachten Jäger nehmen im Heer wieder die Rolle der motorisierten Grenadiertruppe ein. Durch die Einführung moderner gepanzerter Fahrzeuge und Waffenträger steigt der Schutz und die Beweglichkeit, gleichzeitig wird die Truppe damit aber auch an die Fahrzeuge gebunden. Um die Kampfkraft der Infanterie auch im abgesessenen Kampf zu steigern, wird die Infanteriegefechtsausrüstung Infanterist der Zukunft (IdZ-Gladius) eingeführt.
In der Gesamtbetrachtung stehen damit den 27 Panzergrenadierkompanien in neun Bataillonen 21 Jäger- und Gebirgsjägerkompanien mit zusätzlich 7 schweren Jägerkompanien in acht Bataillonen und 12 Fallschirmjägerkompanien mit 2 schweren Fallschirmjägerkompanien in zwei Regimentern gegenüber.

## Ausbildung
Die Ausbildung der Infanterie erfolgt an der Infanterieschule in Hammelburg. Deren Kommandeur ist gleichzeitig der General der Infanterie, der für die Truppengattungen der Jäger-, Fallschirmjäger- und Gebirgsjägertruppe verantwortlich ist. Für die Weiterentwicklung der Truppengattung ist seit Juni 2013 das Amt für Heeresentwicklung zuständig.
Die Ausbildung umfasst allgemeine infanteristische Fertigkeiten für die Gefechtsarten Verteidigung und Angriff zu Fuß im Orts- und Häuserkampf und im Waldkampf, mit und ohne Unterstützung anderer Truppengattungen insbesondere der Panzergrenadiertruppe, sowie im Jagdkampf. Zusätzlich kann die Jägertruppe im asymmetrischen Gefecht gegen verdeckt operierende Feindkräfte eingesetzt werden.
Im Allgemeinen gehören dazu Gefechtsdienst aller Truppen in urbanem oder bedecktem bis stark bedecktem Gelände mit Angriff durch Feuer und Bewegung im Stoßtruppverfahren, die Gefechtsart Verteidigung aus Feldstellungen mit Gegenstoß sowie Überwachen und Beherrschen von Räumen durch Fußpatrouillen und Patrouillen mit geschützten Radfahrzeugen. Die noch in der Frühzeit gelehrte Verteidigung und Angriff aus und auf Feldstellungen in offenem Gelände wird nicht mehr durchgeführt.
Allgemeine Ausbildungen sind Einsatzersthelfer A, Pionierdienst aller Truppen mit dem Anlegen von Sperren mit Bandstacheldraht und S-Draht, dem Sprengdienst sowie von Gewässerüberwindung, Panzerabwehr aller Truppen mit Panzerabwehrhandwaffen durch den Panzervernichtungstrupp, ABC-Abwehr aller Truppen und Fliegerabwehr aller Truppen zu Lande.
Die auch schon frühere Nähe der Jägertruppe zur Panzergrenadiertruppe bestand nicht nur in der Übernahme von Ausrüstung wie dem MTW M113, mit dem die Divisions-Jägerbataillone ausgerüstet wurden, sondern auch durch die früher gemeinsam stattfindende Ausbildung der Infanterieoffiziere zum Panzergrenadier- und Jägeroffizier. Die Ausbildung der Feldwebeldienstgrade hingegen wurde gemeinsam mit den Jägerfeldwebeln der Fallschirmjägertruppe und der Gebirgsjägertruppe durchgeführt. Daraus ergab sich immer eine Divergenz im Verständnis der Aufgabenstellung und Durchführung.

## Organisation

### Einordnung
Die Jägertruppe zählt zu den Kampftruppen des Heeres und bildet mit der Fallschirmjägertruppe und der Gebirgsjägertruppe die Infanterie des Heeres. Die Gebirgsjäger und die Fallschirmjäger sind eigenständige Truppengattungen, leiten sich jedoch aus der Jägertruppe ab. In Abgrenzung zu den Gebirgsjägern oder den Fallschirmjägern ist die Jägertruppe nicht für den Kampf im Hochgebirge oder zur Luftlandung mit Fallschirmen ausgerüstet und ausgebildet. Neben der Infanterie führen im Heer auch abgesessen kämpfende Panzergrenadiere den infanteristischen Kampf. Zu unterscheiden ist zwischen der Jägertruppe und den sonstigen Sicherungskräften in Verbands-, Einheits- oder Teileinheitsstärke. Deren Auftrag ist die Sicherung von Objekten, Räumen oder Einrichtungen sowie Stäben oder besonderen Einsatzmitteln. Diese Sicherungskräfte sind auftragsbedingt nicht für den infanteristischen Kampf ausgerüstet, da ihnen die Unterstützung durch eine organische schwere Kompanie fehlt und sie nicht umfassend für den infanteristischen Kampf ausgebildet sind. In den Teilstreitkräften Luftwaffe und Marine übernehmen eigene Kräfte den Sicherungsauftrag. Sie haben keinen infanteristischen Kampfauftrag. Historisch leitet sich bedingt die Bezeichnung Feldjäger aus der Jägertruppe ab. Die Bezeichnung Panzerjäger leitet sich seit der Aufstellung als Truppengattung in der Wehrmacht durch die Panzerjagd vom Wortstamm Jäger ab. Sie sind jedoch durch die Ausrüstung und Ausbildung abzugrenzen und gehören zu den Panzertruppen.

### Gliederung
Ein Jägerbataillon gliedert sich grundsätzlich in 1./Stabs- und Versorgungskompanie, 2./ – 4./ Jägerkompanie mit je I./ – III./ Jägerzug, IV./Panzerabwehr-/Feuerunterstützungszug sowie heute auch einer Scharfschützengruppe, deren Soldaten nach Lage den Jägerzügen unterstellt werden, und einer 5./Schwere Jägerkompanie zur unmittelbaren Feuerunterstützung mit je 6 × 120 mm Mörsern, Panzerabwehrlenkwaffen zur Panzerabwehr TOW zukünftig PARS 3 LR und 20 mm Maschinenkanonen in Zugstärke sowie einem Aufklärungszug. Als Aufklärungsmittel stehen Kleindrohnen zur Verfügung. Teilweise ist in einige Infanterieverbände ein Hundeführerzug eingegliedert.

### Aktive Truppenteile
|                                            | Bezeichnung        | Ort                                 | Verband                      | Bereich | Bemerkungen                                                                 |
| ------------------------------------------ | ------------------ | ----------------------------------- | ---------------------------- | ------- | --------------------------------------------------------------------------- |
| Internes Verbandsabzeichen Jägerregiment 1 | Jägerbataillon 1   | Schwarzenborn                       | Panzerbrigade 21             | Heer    | 2015 aus Jägerregiment 1 hervorgegangen                                     |
| internes Verbandsabzeichen                 | Jägerbataillon 91  | Rotenburg (Wümme)                   | Panzerbrigade 21             | Heer    | 2015 neu aufgestellt                                                        |
|                                            | Jägerbataillon 291 | Illkirch-Graffenstaden (Frankreich) | Deutsch-Französische Brigade | Heer    | 4./ Aufklärungskompanie [Heeresaufklärungstruppe]                           |
| Internes Verbandsabzeichen                 | Jägerbataillon 292 | Donaueschingen                      | Deutsch-Französische Brigade | Heer    | 1993 aus Jägerbataillon 552 und Panzergrenadierbataillon 292 hervorgegangen |
| Internes Verbandsabzeichen                 | Jägerbataillon 413 | Torgelow                            | Panzerbrigade 21             | Heer    | 2015 aus PzBtl 413 hervorgegangen                                           |

### Nicht aktive Verbände
|                                                               | Bezeichnung                        | Ort           | Verband            | Bereich | Bemerkungen |
| ------------------------------------------------------------- | ---------------------------------- | ------------- | ------------------ | ------- | --- |
| Internes Verbandsabzeichen Jägerbataillon 921                 | Jägerbataillon 921                 | Schwarzenborn | Panzerbrigade 21   | Heer    | 2015 aufgestellt, Wirtschaftstruppenteil Jägerbataillon 1, je 1 Kampfkompanie in Schwarzenborn, Rotenburg (Wümme) und Torgelow |
| Internes Verbandsabzeichen Unterstützungsbataillon Einsatz 1  | Unterstützungsbataillon Einsatz 1  | Oldenburg     | 1. Panzerdivision  | Heer    | Mit einer Jägerkompanie, zur Sicherung des Divisionsgefechtsstands.                                                            |
| Internes Verbandsabzeichen Unterstützungsbataillon Einsatz 10 | Unterstützungsbataillon Einsatz 10 | Veitshöchheim | 10. Panzerdivision | Heer    | Mit einer Jägerkompanie, zur Sicherung des Divisionsgefechtsstands.                                                            |

Das 2011 neu aufgestellte Sicherungsbataillon 12 zählte ebenfalls zur Infanterie, dient aber als Ausbildungsverband. Zur Jägertruppe werden auch die Heeresuniformträger im Wachbataillon beim Bundesministerium der Verteidigung gezählt. Hauptaufgabe dieses Verbandes der Streitkräftebasis ist der Protokolldienst. Daneben leistet es Sicherungsdienste. Im Verteidigungsfall ist das Wachbataillon als Sicherungsverband ausgeplant. Die Marine- und Luftwaffenuniformträger im Wachbataillon erhalten eine ähnliche Ausbildung, werden jedoch aus der Tradition der Teilstreitkräfte Marine und Luftwaffe heraus nicht einer Truppengattung zugeordnet.

## Ausrüstung

### Hauptwaffensysteme

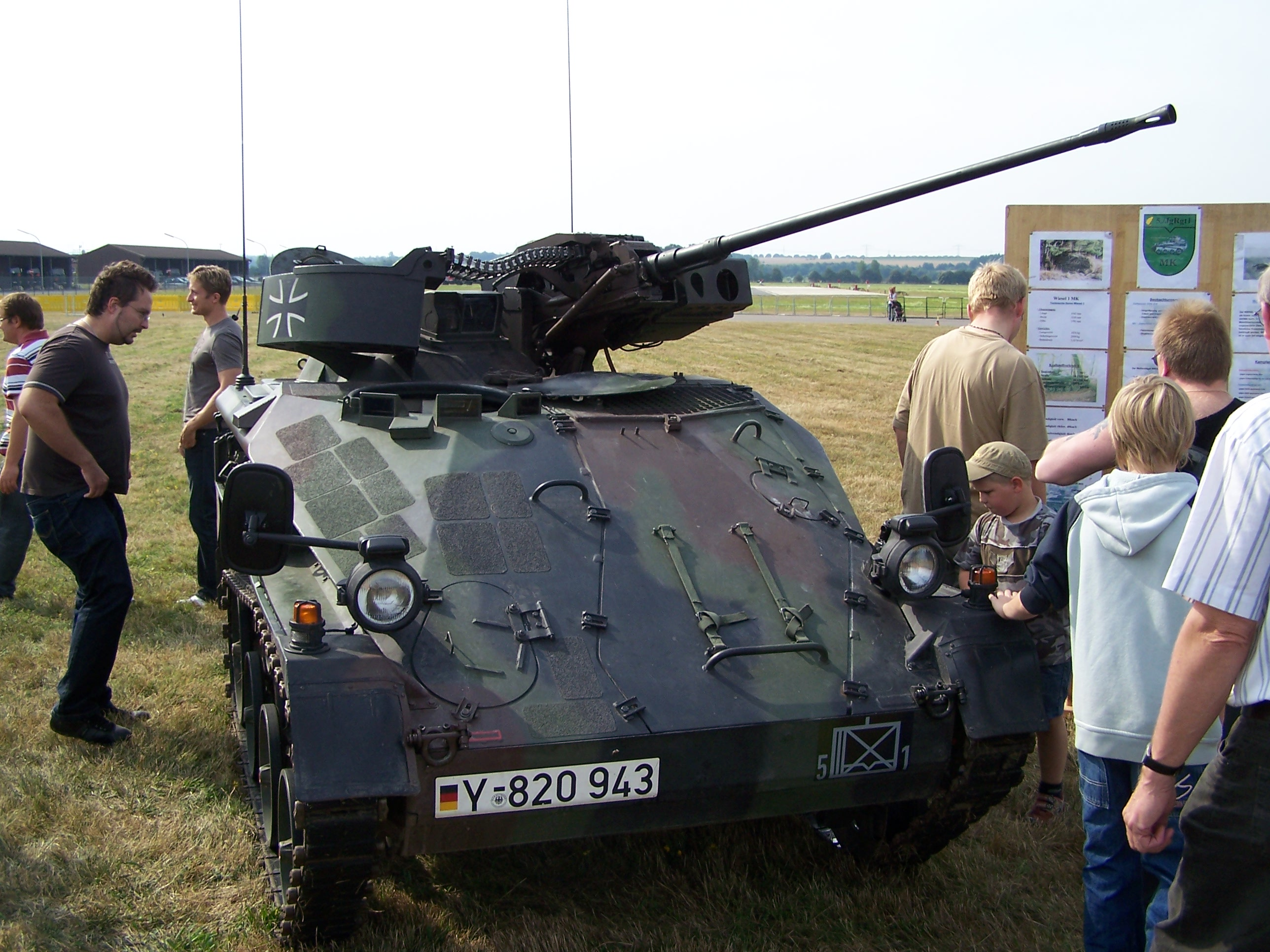
Wiesel mit Maschinenkanone 20 mm. Das militärische Symbol kennzeichnet eine schwere Jägerkompanie des Jägerregiments 1.

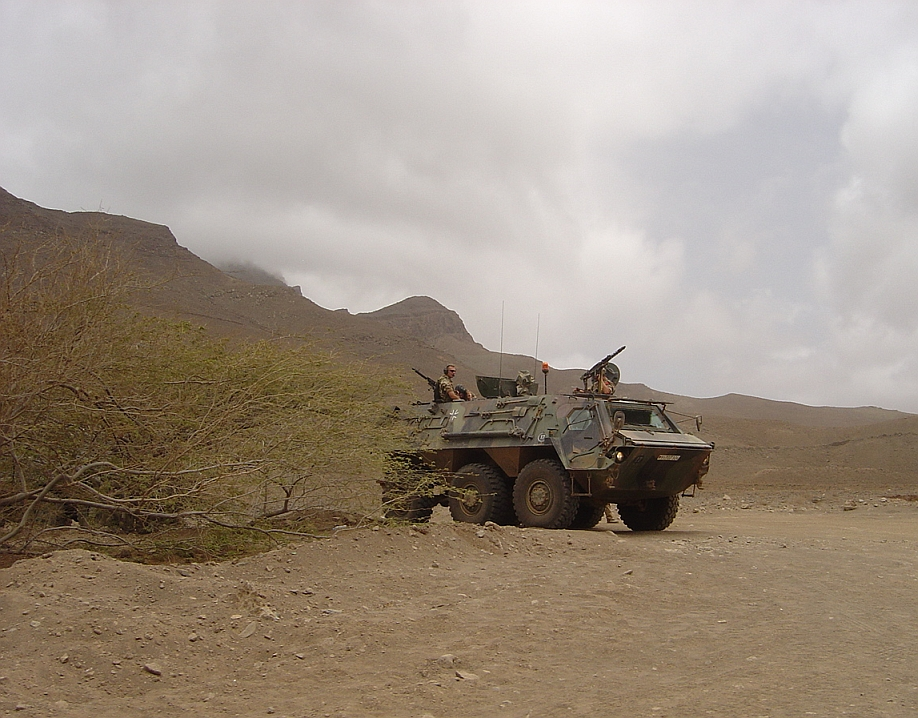
Transportpanzer Fuchs des Jägerbataillons 292 während der Übung Steadfast Jaguar 2006 auf den Kapverdischen Inseln

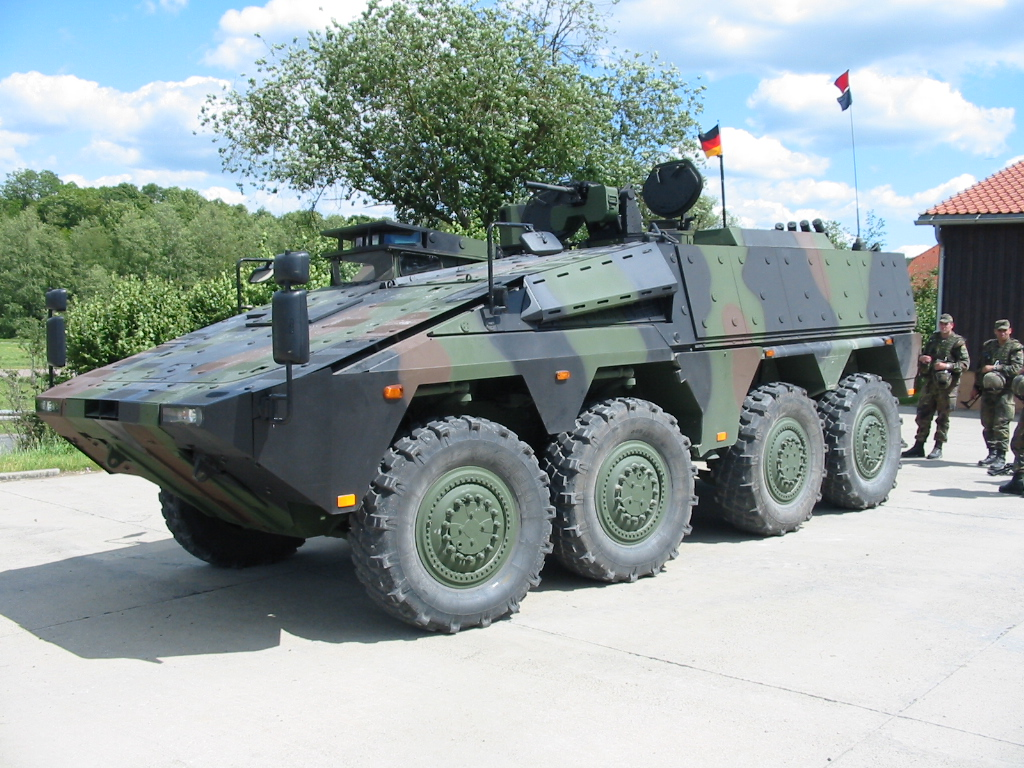
GTK Boxer

Hauptwaffensysteme der Jägertruppe sind Handfeuerwaffen in Verbindung mit der Infanterieausrüstung Infanterist der Zukunft. Im Vergleich zu mechanisierten Verbänden verfügt die Jägertruppe der Bundeswehr über wenig Großgerät. Als luftbewegliche Waffenträger werden Wiesel in den schweren Jägerkompanien eingesetzt. Rüstsätze sind Maschinenkanone 20 mm und das Panzerabwehrsystem TOW. Mörser 120 mm sind auf Geländewagen Typ Wolf verlastet. Die Jägerkompanien verfügen zur Panzerabwehr über die Panzerabwehrwaffe MILAN, zur Feuerunterstützung über die Granatmaschinenwaffe HK GMW und Scharfschützen.
Als Gruppentransportfahrzeug steht der schwimmfähige Transportpanzer (TPz) Fuchs sowie das GTK Boxer zur Verfügung. Fuchs und Boxer bieten Schutz gegen ABC-Waffen und sind gegen Beschuss mit leichten Waffen gepanzert.

### Uniformen
Die Waffenfarbe der Jägertruppe, hier als Farbe der Litzen und Kragenspiegel ebenso als Barettfarbe, ist (Jäger-) Grün. Die Waffenfarbe teilt sich die Jägertruppe mit den anderen infanteristischen Truppengattungen sowie der Panzergrenadiertruppe. Das Barettabzeichen der Jägertruppe ist ein mit stilisierter Umrandung versehenes goldenes Eichenlaub als traditionelles deutsches Symbol. Zurzeit tragen nur die Jäger des Jägerbataillons 1, des Jägerbataillons 91 und des Jägerbataillons 413 das goldene Eichenlaub. Die Jäger der Deutsch-französische Brigade tragen ebenso wie die Grenadiere des Wachbataillons ein verbandsspezifisches und nicht truppengattungsspezifische Barettabzeichen.

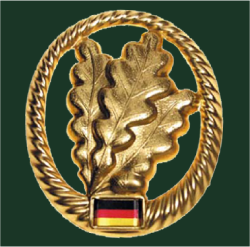
Barettabzeichen und Barettfarbe
Kragenspiegel

### Militärische Symbole

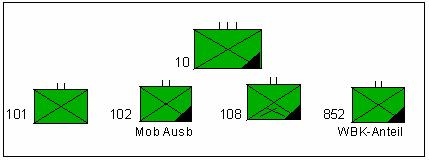
Jägerregiment 10: Dreiecke in der Ecke kennzeichnen inaktive Verbände. Gekreuzte Linien unter dem Andreaskreuz kennzeichnen Sicherungsverbände.

Das militärische Grundzeichen der Jägertruppe ist dem allgemeinen NATO-Schema folgend das Andreaskreuz. Das Andreaskreuz ist das Grundzeichen aller Infanterietruppenteile der NATO. Es steht für gekreuzte Gewehre, Schwerter oder Bandeliers. Je nach Ausrüstung und Gliederung wird dieses Grundzeichen in Variationen für die Verbände der Jägertruppe verwendet. Beispiele:
|  | Taktisches (Grund-)Zeichen der Jägertruppe und Infanterie                                                                                          |
|  | Infanterieschule |
|  | geländegängig motorisierte Jägerkompanie |
|  | 4. Kompanie des motorisierten Grenadierbataillons 133 (beweglich mittels handelsüblicher Fahrzeuge).                                               |
|  | Heimatschutzregiment 74. Der obere waagerechte Strich kennzeichnet Verbände des Territorialheers                                                   |
|  | 4. Kompanie MTW des Panzergrenadierbataillons 42. Das taktische Zeichen gleicht den – mittlerweile außer Dienst gestellten – Jägerkompanien (MTW). |

## Dienstgradbezeichnungen
Dienstgradbezeichnung des niedrigsten Dienstgrades Soldat in Truppenteilen der Jäger-, Fallschirm- und Gebirgsjägertruppe ist Jäger. Er entsprach dem Dienstgradbezeichnungen Schütze, Funker, Panzergrenadier usw. anderer Truppengattungen, Teilstreitkräfte und militärischer Organisationsbereiche. Die übrigen Dienstgrade entsprachen den allgemeinen Dienstgraden der Bundeswehr.
Heeresuniformträger im Wachbataillon BMVg im niedrigsten Dienstgrad wurden zwischen 1991 und 2021 als Grenadier bezeichnet. Bis in die 1960er Jahre war in den infanteristischen Truppengattungen die Bezeichnung für die niedrigsten Unteroffizierdienstgrade Oberjäger und Stabsoberjäger. Allerdings gab es für diese informelle und weit verbreitete Praxis keine Rechtsgrundlage in Form einer entsprechenden Anordnung des Bundespräsidenten.
| Mannschaftsdienstgrad |       |                    |
| Niedrigerer Dienstgrad |       | Höherer Dienstgrad |
| – | Jäger | Gefreiter          |
| Dienstgradgruppe: Mannschaften – Unteroffiziere o.P. – Unteroffiziere m.P. – Leutnante – Hauptleute – Stabsoffiziere – Generale |       |                    |

## Schlachtruf
Der Schlachtruf der Jägertruppe ist Horrido – Joho! Horrido oder Horridoh ist ein alter Gruß und Jagdruf der Jägersprache. Als Schlachtruf militärischer Einheiten kam der Gruß ab 1631 auf, nachdem unter dem hessischen Landesfürsten Wilhelm V. von Hessen-Kassel als erste militärische Jägereinheit überhaupt aus waffenkundigen Forstleuten und Jägern aufgestellt wurde.
Horrido – Joho! ist darüber hinaus in Deutschland der Schlachtruf bei den Truppengattungen der Gebirgsjäger, Feldjäger und Heeresaufklärungstruppe. Der Schlachtruf des Wachbataillons hingegen ist Semper – talis.